# دونا براون
دونا براون هي مغنية أوبرا ومغنية كندية، ولدت في 15 فبراير 1955.

## وصلات خارجية
- دونا براون على موقع ميوزك برينز (الإنجليزية)
- دونا براون على موقع أول ميوزيك (الإنجليزية)
- دونا براون على موقع ديسكوغز (الإنجليزية)